# Sant Vicenç de Cabdella
Sant Vicenç de Capdella és església parroquial, romànica, del poble de Cabdella, en el terme municipal de la Torre de Cabdella (Pallars Jussà) declarada Bé Cultural d'Interès Nacional. Està situada damunt d'una roca, a la part més alta del poble.

## Descripció
L'església de Sant Vicenç de Capdella està situada sobre una roca a la part més elevada del poble. És d'una sola nau, amb volta de canó, absis semicircular orientat a llevant que té una finestra de mig punt de doble esqueixada i arcuacions llombardes molt planes de doble relleu, de pedra tosca (diferent de la resta de la pedra), que recorden les esglésies de la Vall d'Aran i la Vall de Boí. La nau és coberta amb voltes d'aresta entre arcs torals i l'absis és amb volta de quart d'esfera. A l'interior s'han descobert restes de pintura mural romànica. L'accés de la façana de ponent presenta una portalada de dos arcs de mig punt en degradació. El campanar de torre de planta quadrada, una capella i la sagristia són afegits posteriors.

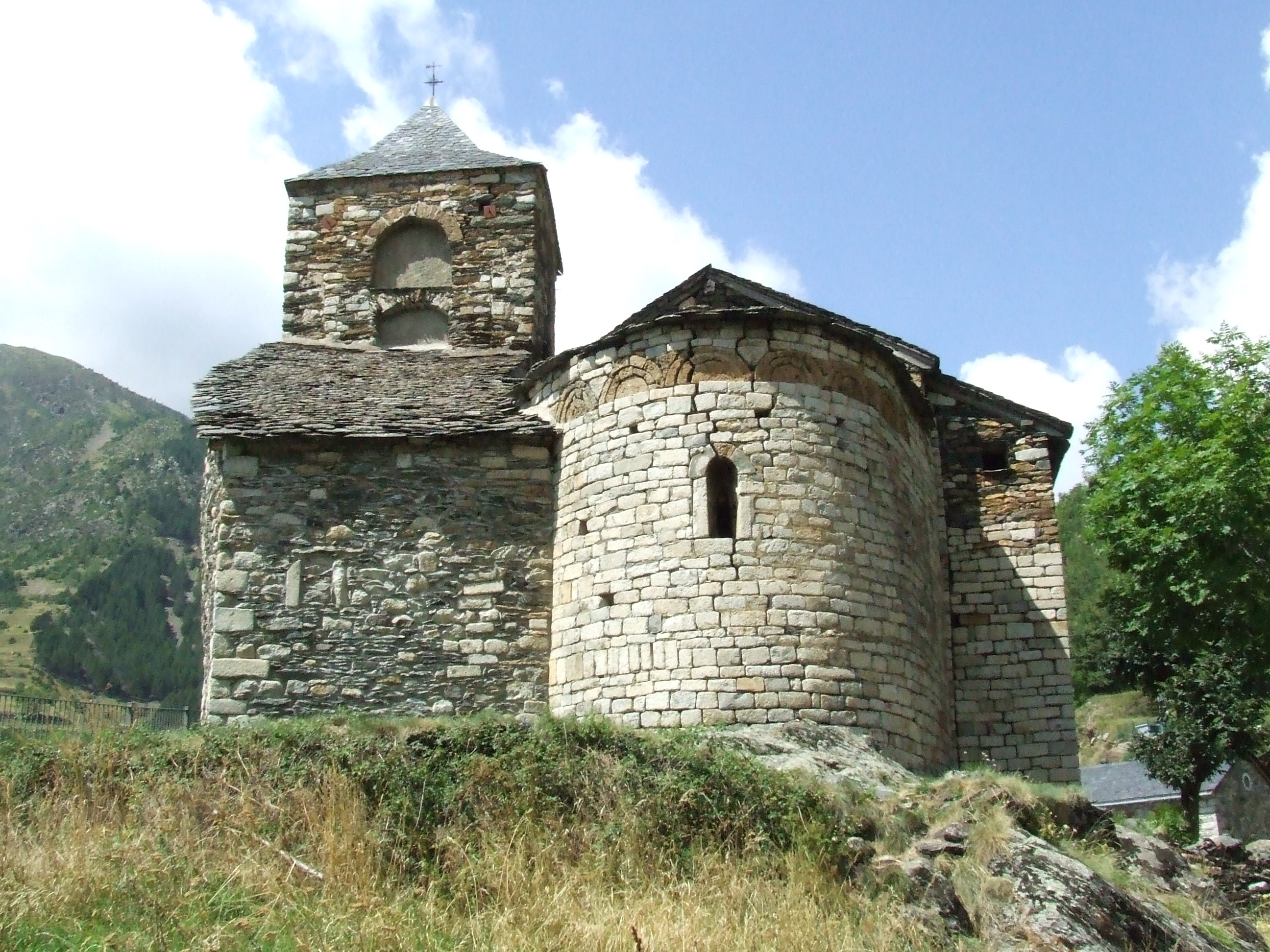
capçalera de l'església

Al Museu d'Art de Catalunya es conserva una imatge talla de Crist, que ha perdut la policromia, de la segona meitat del segle xii, procedent d'aquesta església. Numerada amb MAC 3.936 del seu inventari, hi ha una imatge de fusta que representa Jesucrist clavat a la creu.
Al Museu Diocesà d'Urgell es conserva una lipsanoteca romànica procedent també d'aquesta església.
En les excavacions dutes a terme l'any 2009 per l'equip de l'arqueòleg Albert Roig i Deulofeu s'han fet descobertes importants a l'interior del temple, com restes de pintures romàniques i altres. Està en curs d'estudi de cara a la propera restauració, i encara no es coneixen en detall totes les troballes fetes.

## Història
El primer esment del lloc i de l'església de Capdella el trobem en l'acta de consagració del monestir de Santa Maria de Senterada que és de l'any 1042. Es troba un nou esment l'any 1131 quan el prevere de Capdella dona a Santa Maria de la Seu el delme d'una masia de la seva propietat. Al 1314 Sant Vicenç apareix com a església parroquial de l'ardiaconat de Tremp. L'any 1790, en la relació de Francisco de Zamora, es diu que l'església era en bon estat. L'any 1904, formava part de l'arxiprestat de Gerri de la Sal. Actualment depèn de l'església parroquial de Mont-ros.